# Dasychira astraphaea
Dasychira astraphaea är en fjärilsart som beskrevs av Collenette 1931. Dasychira astraphaea ingår i släktet Dasychira och familjen tofsspinnare. Inga underarter finns listade i Catalogue of Life.